# Trichopelma rudloffi
Espèce
Trichopelma rudloffi est une espèce d'araignées mygalomorphes de la famille des Theraphosidae.

## Distribution
Cette espèce est endémique de la province de Holguín à Cuba,. Elle se rencontre vers Moa.

## Description
La femelle paratype mesure 16,17 mm.

## Systématique et taxinomie
Cette espèce a été décrite par Ríos-Tamayo en 2024.

## Étymologie
Cette espèce est nommée en l'honneur de Jan-Peter Rudloff. 

## Publication originale
- Ríos-Tamayo, 2024 : « Taxonomy and phylogeny of the genus Trichopelma Simon, 1888 (Araneae: Theraphosidae: Trichopelmatinae) in Cuba, with the descriptions of seven new species and a new species of Thalerommata Ausserer, 1875. » Journal of Insect Biodiversity and Systematics, vol. 10, no 2, p. 347-399 (texte intégral).